# Бойко, Юрий Анатольевич
Ю́рий Анато́льевич Бо́йко (укр. Юрій Анатолійович Бойко; род. 9 октября 1958, Горловка, Сталинская область, Украинская ССР, СССР) — пророссийский украинский государственный и политический деятель. Народный депутат Украины VI, VIII и IX созывов (2007—2010 и с 2014). Герой Украины (2004; лишён в 2025).
Кандидат на пост президента Украины на выборах 2019 года (по итогам выборов занял 4 место). Глава политической силы «Оппозиционный блок» и её парламентской фракции (сентябрь 2014 — 20 ноября 2018). Основатель и сопредседатель партии «Оппозиционная платформа — За жизнь». В 1981—1999 годах прошёл путь от мастера до директора Рубежанского химзавода «Заря». Глава НАК «Нафтогаз Украины» (2002—2005). Председатель Республиканской партии Украины (2005—2007). Вице-премьер-министр Украины (2012—2014), министр энергетики и угольной промышленности Украины (2010—2012), министр топлива и энергетики Украины (2006—2007 и 2010).

## Биография
Окончил Московский химико-технологический институт им. Д. Менделеева (1981), инженер-химик-технолог. В 2001 году окончил Восточноукраинский университет (Рубежанский филиал), бакалавр, инженер-экономист.
В 1981—1999 годах прошёл путь от мастера до директора химзавода «Заря» в Рубежном:
- апрель 1981 — июль 1993 — мастер, начальник участка, заместитель начальника цеха, начальник цеха;
- июль 1993 — сентябрь 1998 — заместитель директора по производству и маркетингу;
- сентябрь — октябрь 1998 — и. о. директора;
- октябрь 1998 — июнь 1999 — директор.

В 1999—2001 годах — председатель правления ОАО «Лисичанскнефтеоргсинтез» (ЛиНОС) (Лисичанский НПЗ).
С июня по август 2001 года — генеральный директор ГП «Укрвзрывпром».
С августа 2001 по январь 2002 года — председатель правления ЗАО «Транснациональная финансово-промышленная нефтяная компания „Укртатнафта“»(Кременчугский НПЗ).
С февраля 2002 по март 2005 года — глава правления Национальной акционерной компании «Нафтогаз Украины». По его собственному утверждению, на эту должность его порекомендовал тогдашний вице-премьер Олег Дубина. Одновременно являлся госсекретарём Министерства топлива и энергетики, а с июня 2003 года — первым заместителем министра топлива и энергетики. Потеряв должности после Оранжевой революции, отвечая на вопрос, не собирается ли он покинуть страну подобно Игорю Бакаю, заявил, что «ничего не боится и всегда соблюдал государственные интересы».
В 2001—2004 годах член партии «Трудовая Украина», которую возглавлял Сергей Тигипко. Госслужащий 3 ранга (2004).
С 2005 года — лидер Республиканской партии Украины, был единогласно избран главой партсовета делегатами учредительного съезда. На парламентских выборах в марте 2006 года его партия баллотировалась в составе оппозиционного блока «Не Так!» и не прошла. Бойко шёл под № 5 по списку блока.
В 2006—2007 годах— министр топлива и энергетики Украины в правительстве Виктора Януковича.
С 2007 года член — Партии регионов (до 2014 года), с 2008 года заместитель её главы, руководитель Киевской партоблорганизации.
На парламентских выборах 2007 года избран по списку Партии регионов (№ 49). Был членом её фракции заместителем председателя Комитета Верховной рады по вопросам топливно-энергетического комплекса, ядерной политики и ядерной безопасности. Сложил депутатские полномочия в марте 2010 года.
- С 11 марта 2010 по 24 декабря 2012 года — министр топлива и энергетики Украины.
- С 24 декабря 2012 по 27 февраля 2014 года — вице-премьер-министр Украины. На этом посту он обеспечивал выполнение возложенных на Кабинет министров Украины задач и полномочий в сферах экологии, природных ресурсов, энергетики, угольной промышленности и промышленной политики[6]. К его компетенции также относились вопросы обеспечения внедрения Программы экономических реформ на 2010—2014 годы.

27 марта 2014 года был зарегистрирован кандидатом в президенты Украины на досрочных выборах 2014 года, в своей предвыборной программе предлагал придать русскому языку статус государственного, тесную экономическую интеграцию с Европейским союзом и развитие торгово-производственных связей с Россией и странами Таможенного Союза и др.
В сентябре 2014 года возглавил политическую силу «Оппозиционный блок», а на парламентских выборах 26 октября 2014 года — её избирательный список. Она прошла в парламент и сформировала фракцию в Верховной раде VIII созыва, которую возглавил Бойко.
По свидетельству Юрия Луценко, в 2014 году РФ предлагала на переговорах Украине поставить Ю. Бойко руководителем Луганской области.

## Президентские выборы 2019 года

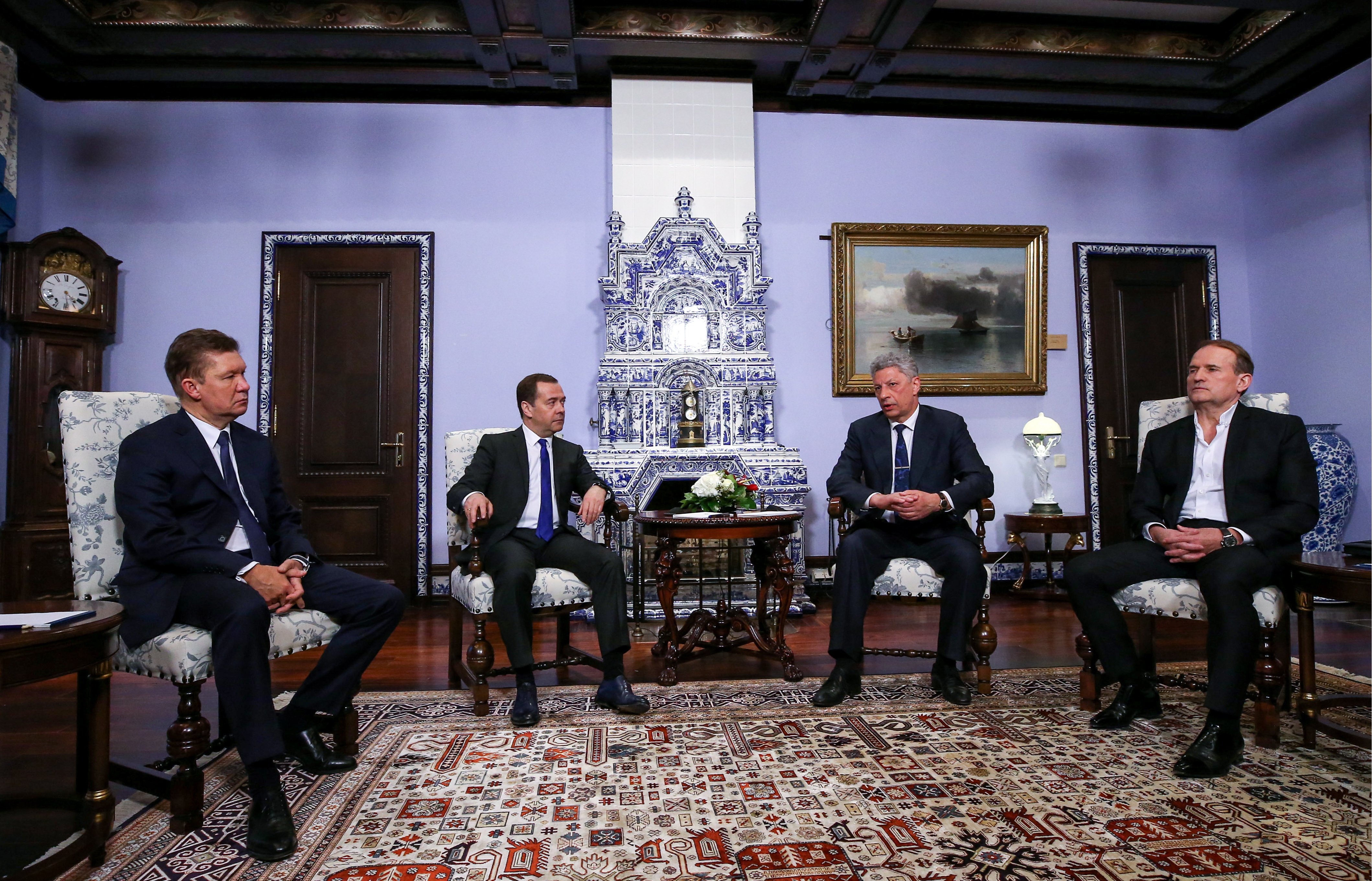
Встреча Юрия Бойко и Виктора Медведчука с Председателем Правительства РФ Дмитрием Медведевым и председателем ПАО «Газпром» Алексеем Миллером. Москва, 22 марта 2019 года

9 ноября 2018 года Бойко и партия «За жизнь» подписали соглашение о сотрудничестве на выборах президента Украины и парламентских выборах 2019 года под названием «Оппозиционная платформа — За жизнь». В этот же день другие лидеры «Оппозиционного блока» Вадим Новинский и Борис Колесников утверждали, что соглашение было «личной иницитативой Бойко» и «Оппозиционный блок» не принимал никаких решений о сотрудничестве с «За жизнь». 17 ноября 2018 года «Оппозиционная платформа — За жизнь» выдвинула Бойко в качестве своего кандидата на президентских выборах-2019. Бойко был исключён из «Оппозиционного блока» из-за «предательства интересов своих избирателей» 20 ноября 2018 года. Официальное выдвижение Бойко «Оппозиционной платформой — За жизнь» было анонсировано 17 ноября. Так как «Оппозиционная платформа — За жизнь» ещё не была зарегистрирована как партия в январе 2019 года, она не могла выдвинуть его своим кандидатом. 17 января 2019 года Бойко подал документы в ЦИК для регистрации кандидатом в президенты-самовыдвиженцем.
22 марта 2019 года, за девять дней до первого тура президентских выборов, вместе с однопартийцем Виктором Медведчуком встретился с премьер-министром РФ Дмитрием Медведевым и главой «Газпрома» Алексеем Миллером, обсудив торгово-экономические отношения и нормализацию отношений народов России и Украины. Данный визит вызвал критику со стороны украинских властей, было возбуждено уголовное дело в отношении сотрудников Государственной пограничной и Государственной авиационной служб, а также запрещено нерегулярное авиасообщение между двумя странами.
В ходе выборов пользовался информационной поддержкой шести телеканалов (Россия-1, Россия-24, Интер, NewsOne, ZIK и 112 Украина).
По итогам первого тура занял четвёртое место, получив 11,67 % (2 206 216 голосов).

## «Вышки Бойко»
В 2011 году, во время работы Юрия Бойко в Минэнерго Украины, подконтрольный министерству «Черноморнефтегаз» приобрёл буровую платформу сингапурского производства не непосредственно у завода Keppel, а через посредника — британскую фирму Highway Investments Processing — за $400 млн, дороже чем у производителя. Вторая платформа также была куплена не напрямую. Это дало повод СМИ заподозрить коррупцию в сделках, сам инцидент упоминался в СМИ как «вышки Бойко».
18 июня 2014 года Генпрокуратура Украины начала досудебное расследование по факту завладения неустановленными лицами, действовавшими от имени должностных лиц ГАО «Черноморнефтегаз», государственными средствами в сумме 400 млн долларов под видом закупки вышек для добычи нефти и газа на Черноморском шельфе. Указанное уголовное правонарушение квалифицировано по ч.5 ст.191 (завладение имуществом путём злоупотребления служебным положением, совершённое в особо крупных размерах или организованной группой) Уголовного кодекса Украины.
В марте и октябре 2011 года по оценке силового ведомства, при проведении закупок самоподнимающихся плавучих буровых установок указанными должностными лицами были допущены грубые нарушения тендерных процедур, в результате чего произошло незаконное расходование государственных средств в особо крупных размерах.

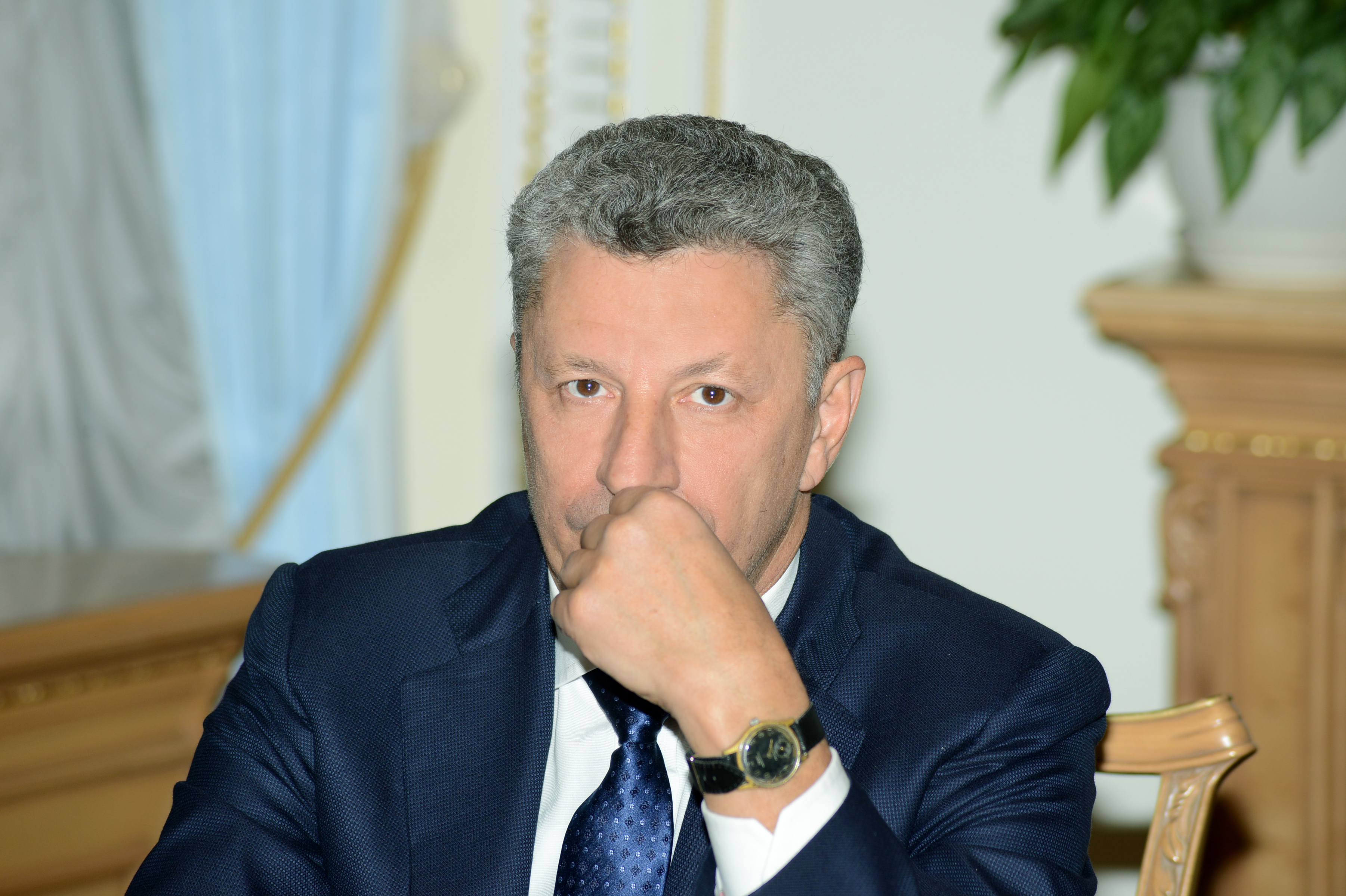
Юрий Бойко в 2015 году

Бывший вице-премьер-министр Украины Юрий Бойко является свидетелем.
В марте 2014 года, во время российской интервенции в Крым, подразделениями Вооруженных сил Российской Федерации были захвачены украинские буровые вышки (известные как «вышки Бойко»), принадлежавшие «Черноморнефтегазу». Вышки в то время находились в территориальных водах Украины на Одесском газовом месторождении.
19 июля 2015 года стало известно, что МВД возбудило ещё одно уголовное дело по хищению денежных средств в сумме около $60 млн при закупке в марте 2011 года «Черноморнефтегазом» буксиров для транспортировки буровых вышек для добычи нефти и газа на шельфе Чёрного моря.
14 декабря 2015 года самоподъёмные буровые установки «Петр Годованец» и «Украина» были перебазированы властями РФ из зоны Одесского газового месторождения ближе к полуострову Крым. Позже Печерский районный суд Киева наложил арест на эти установки.
15 сентября 2016 года Генеральная прокуратура Украины официально заявила, что следствием не установлено фактов подписания от имени Юрия Бойко документов по проведению закупок так называемых «вышек Бойко».

## Семья и личная жизнь
- жена — Вера Дмитриевна
- сыновья: Анатолий, Юрий и Николай, дочери: Ярослава, Ульяна и Мария[31].

Ульяна является главным редактором глянцевого журнала «L'Officiel Україна», а Ярослава — его креативный директор.

## Награды
- Герой Украины (с вручением ордена Державы, 22 августа 2004; лишён 19 января 2025) — за выдающиеся личные заслуги перед Украинским государством в развитии топливно-энергетического комплекса, многолетний самоотверженный труд[33].
- Орден князя Ярослава Мудрого V степени (9 октября 2013) — за весомый личный вклад в государственное строительство, развитие отечественного топливно-энергетического комплекса, многолетний добросовестный труд и высокий профессионализм[34].
- Орден «За заслуги» III степени (22 мая 2003) — за весомые трудовые достижения, значительный личный вклад в развитие нефтяной и газовой промышленности[35].
- Награждён орденом Туркменистана[36].
- Орден РПЦ святого преподобного Серафима Саровского II степени (2011 год)[37].